# Afrika legforgalmasabb repülőterei utasforgalom alapján
Ez a lista Afrika legforgalmasabb repülőtereit sorolja fel az utasforgalom alapján.

## 2023-as statisztika
|    | Ország                  | Repülőtér                              | IATA | Város                      | 2022       | Változás százalékban (2022/2021) |
| -- | ----------------------- | -------------------------------------- | ---- | -------------------------- | ---------- | -------------------------------- |
| 01 | Egyiptom                | Kairói nemzetközi repülőtér            | CAI  | Kairó                      | 26 214 633 | 31,0%                            |
| 02 | Dél-afrikai Köztársaság | O. R. Tambo nemzetközi repülőtér       | JNB  | Johannesburg               | 17 533 720 | 18,6%                            |
| 03 | Spanyolország           | Gran Canaria repülőtér                 | LPA  | Las Palmas de Gran Canaria | 13 961 507 | 12,4%                            |
| 04 | Spanyolország           | Tenerife Sur repülőtér                 | TFS  | Santa Cruz de Tenerife     | 12 337 325 | 14,0%                            |
| 05 | Marokkó                 | V. Mohammed nemzetközi repülőtér       | CMN  | Casablanca                 | 09 790 914 | 28,2%                            |
| 06 | Dél-afrikai Köztársaság | Fokvárosi nemzetközi repülőtér         | CPT  | Cape Town                  | 09 710 835 | 23,3%                            |
| 07 | Egyiptom                | Hurghadai nemzetközi repülőtér         | HRG  | Hurghada                   | 08 790 407 | 22,7%                            |
| 08 | Spanyolország           | Lanzarotei repülőtér                   | ACE  | Lanzarote                  | 08 213 259 | 09,5%                            |
| 09 | Kenya                   | Jomo Kenyatta nemzetközi repülőtér     | NBO  | Nairobi                    | 08 210 198 | 25,2%                            |
| 10 | Etiópia                 | Bole nemzetközi repülőtér              | ADD  | Addis Ababa                | 07 973 957 | 19,8%                            |
| 11 | Algéria                 | Algíri repülőtér                       | ALG  | Algiers                    | 07 960 190 | 26,0%                            |
| 12 | Marokkó                 | Marrákes Menara repülőtér              | RAK  | Marrakesh                  | 06 903 964 | 40,8%                            |
| 13 | Nigéria                 | Murtala Muhammed nemzetközi repülőtér  | LOS  | Lagos                      | 06 818 574 | 04,0%                            |
| 14 | Tunézia                 | Tunisz-Karthágó nemzetközi repülőtér   | TUN  | Tunis                      | 06 649 912 | 20,4%                            |
| 15 | Spanyolország           | Tenerife Norte repülőtér               | TFN  | San Cristóbal de La Laguna | 06 120 505 | 10,0%                            |
| 16 | Spanyolország           | Fuerteventurai repülőtér               | FUE  | Puerto del Rosario         | 06 020 403 | 06,7%                            |
| 17 | Egyiptom                | Sharm el-Sheikh nemzetközi repülőtér   | SSH  | Sharm el-Sheikh            | 05 981 124 | 32,5%                            |
| 18 | Nigéria                 | Nnamdi Azikiwe nemzetközi repülőtér    | ABV  | Abuja                      | 05 874 493 | 03,3%                            |
| 19 | Dél-afrikai Köztársaság | Shaka király nemzetközi repülőtér      | DUR  | Durban                     | 04 908 099 | 18,2%                            |
| 20 | Portugália              | Cristiano Ronaldo nemzetközi repülőtér | FNC  | Santa Cruz (Madeira)       | 04 837 000 | 18,0%                            |

## 2022-es statisztika
|    | Ország                  | Repülőtér                             | IATA | Város                      | 2022       | Változás százalékban (2022/2021) |
| -- | ----------------------- | ------------------------------------- | ---- | -------------------------- | ---------- | -------------------------------- |
| 1  | Egyiptom                | Kairói nemzetközi repülőtér           | CAI  | Kairo                      | 26 000 336 | 076%                             |
| 2  | Dél-afrikai Köztársaság | O. R. Tambo nemzetközi repülőtér      | JNB  | Johannesburg               | 24 789 508 | 080%                             |
| 3  | Spanyolország           | Gran Canaria repülőtér                | LPA  | Las Palmas de Gran Canaria | 12 417 699 | 080%                             |
| 4  | Spanyolország           | Tenerife Sur repülőtér                | TFS  | Santa Cruz de Tenerife     | 10 821 703 | 135%                             |
| 5  | Dél-afrikai Köztársaság | Fokvárosi nemzetközi repülőtér        | CPT  | Fokváros                   | 07 876 183 | 080%                             |
| 6  | Marokkó                 | V. Mohammed nemzetközi repülőtér      | CMN  | Casablanca                 | 07 637 643 | 084%                             |
| 7  | Spanyolország           | Lanzarotei repülőtér                  | ACE  | Lanzarote                  | 07 350 451 | 114%                             |
| 8  | Egyiptom                | Hurghadai nemzetközi repülőtér        | HRG  | Hurghada                   | 07 164 088 | 046%                             |
| 9  | Etiópia                 | Bole nemzetközi repülőtér             | ADD  | Addisz-Abeba               | 06 656 516 | 086%                             |
| 10 | Kenya                   | Jomo Kenyatta nemzetközi repülőtér    | NBO  | Nairobi                    | 06 556 569 | 065%                             |
| 11 | Nigéria                 | Murtala Muhammed nemzetközi repülőtér | LOS  | Lagos                      | 06 526 023 | 015%                             |
| 12 | Algéria                 | Algíri repülőtér                      | ALG  | Algiers                    | 06 317 793 | 191%                             |
| 13 | Nigéria                 | Nnamdi Azikiwe nemzetközi repülőtér   | ABV  | Abuja                      | 05 985 596 | 011%                             |
| 14 | Spanyolország           | Fuerteventurai repülőtér              | FUE  | Puerto del Rosario         | 05 641 500 | 081%                             |
| 15 | Spanyolország           | Tenerife Norte repülőtér              | TFN  | San Cristóbal de La Laguna | 05 566 243 | 045%                             |
| 16 | Tunézia                 | Tunisz-Karthágó nemzetközi repülőtér  | TUN  | Tunis                      | 05 522 011 | 109%                             |
| 17 | Marokkó                 | Marrákes Menara repülőtér             | RAK  | Marrakesh                  | 04 903 681 | 221%                             |
| 18 | Egyiptom                | Sarm es-Sejk-i nemzetközi repülőtér   | SSH  | Sharm el-Sheikh            | 04 579 249 | 01%                              |
| 19 | Dél-afrikai Köztársaság | Shaka király nemzetközi repülőtér     | DUR  | Durban                     | 04 151 182 | 048%                             |
| 20 | Portugália              | Madeira repülőtér                     | FNC  | Santa Cruz (Madeira)       | 04 094 000 | Növekedés                        |

## 2021-es statisztika
|    | Ország                  | Repülőtér                             | IATA | ICAO | Város                  | 2021       | Változás százalékban (2021/2020) |
| -- | ----------------------- | ------------------------------------- | ---- | ---- | ---------------------- | ---------- | -------------------------------- |
| 1  | Egyiptom                | Kairói nemzetközi repülőtér           | CAI  | HECA | Kairó                  | 11,346,398 | 58.8 %                           |
| 2  | Dél-afrikai Köztársaság | OR Tambo nemzetközi repülőtér         | JNB  | FAOR | Johannesburg           | 8,203,905  | 019.9 %                          |
| 3  | Spanyolország           | Gran Canaria repülőtér                | LPA  | GCLP | Gran Canaria           | 6,900,493  | 034.4 %                          |
| 4  | Nigéria                 | Murtala Muhammed nemzetközi repülőtér | LOS  | DNMM | Lagos                  | 5,695,408  | 038.4 %                          |
| 5  | Nigéria                 | Nnamdi Azikiwe nemzetközi repülőtér   | ABV  | DNAA | Abuja                  | 5,406,186  | 037.2 %                          |
| 6  | Egyiptom                | Hurghadai nemzetközi repülőtér        | HRG  | HEGN | Gurdaka                | 4,909,379  | 133.8 %                          |
| 7  | Dél-afrikai Köztársaság | Fokvárosi nemzetközi repülőtér        | CPT  | FACT | Fokváros               | 4,757,855  | 018.6 %                          |
| 8  | Spanyolország           | Tenerife Sur repülőtér                | TFS  | GCTS | Santa Cruz de Tenerife | 4,605,827  | 035.8 %                          |
| 9  | Etiópia                 | Bole nemzetközi repülőtér             | ADD  | HAAB | Addisz-Abeba           | 4,585,712  | 16.6%0                           |
| 10 | Egyiptom                | Sarm es-Sejk-i nemzetközi repülőtér   | SSH  | HESH | Sarm es-Sejk           | 4,557,288  | 123.7 %                          |
| 11 | Marokkó                 | V. Mohammed nemzetközi repülőtér      | CMN  | GMMN | Casablanca             | 4,150,015  | 038.4 %                          |
| 12 | Kenya                   | Jomo Kenyatta nemzetközi repülőtér    | NBO  | HKJK | Nairobi                | 3,974,158  | ?                                |
| 13 | Dél-afrikai Köztársaság | Shaka király nemzetközi repülőtér     | DUR  | FALE | Durban                 | 2,806,248  | 024.4 %                          |
| 14 | Tunézia                 | Tunisz-Karthágó Nemzetközi repülőtér  | TUN  | DTTA | Tunézia                | 2,643,098  | 028.5 %                          |
| 15 | Franciaország           | Roland Garros repülőtér               | RUN  | FMEE | Saint-Denis            | 2,473,843  | 025.4 %                          |
| 16 | Marokkó                 | Marrákes Menara repülőtér             | RAK  | GMMX | Marrákes               | 1,525,491  | 01.08 %                          |